# (4113) Rascana
(4113) Rascana ist ein Hauptgürtelasteroid, der am 18. Januar 1982 von Edward L. G. Bowell vom Lowell-Observatorium aus entdeckt wurde.
Der Asteroid wurde nach der Royal Astronomical Society of Canada benannt.